# Premio de Economía Global

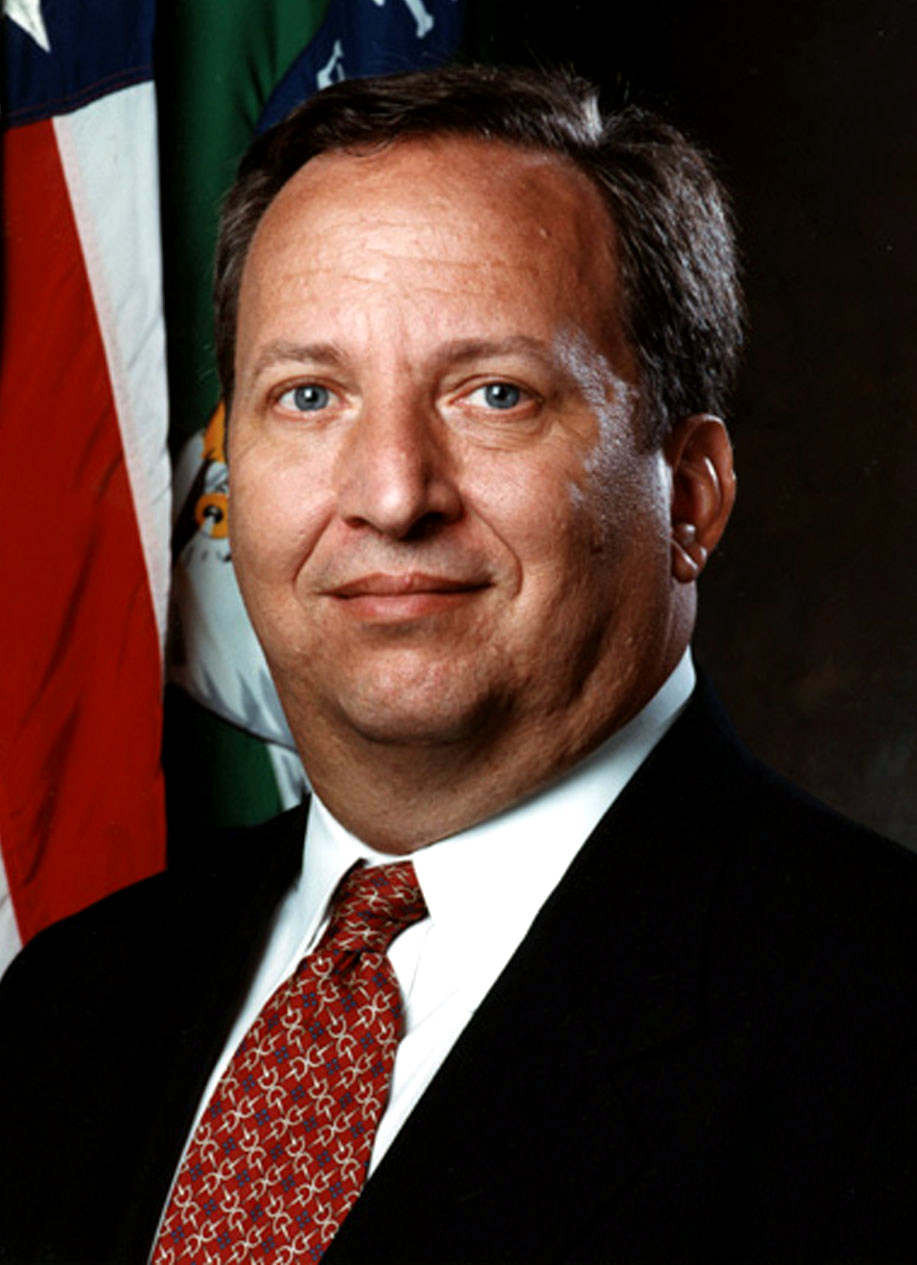
Uno de los ganadores de 2011: Lawrence Summers.

El Premio de Economía Global (en alemán: Weltwirtschaftlicher Preis) es concedido por el Instituto para la Economía Mundial (Institut für Weltwirtschaft, IfW), la ciudad de Kiel y la Cámara de Industria y Comercio de Kiel. Se concede anualmente durante la Semana de Kiel a un político, un científico y una persona de negocios que han trabajado en beneficio de la globalización.

## Objetivo
Al otorgar el premio, el Instituto quiere contribuir al hecho de que la globalización es vista por la gente como una oportunidad y no como una amenaza. Por esta razón, el premio será otorgado a personas que ayudan a superar los desafíos económicos mundiales mediante la resolución creativa de problemas promoviendo, por tanto, la globalización.

## Proceso de selección
En un primer paso, los miembros de la red internacional de investigación del Instituto para la Economía Mundial elaboran una lista de figuras destacadas de la ciencia, los negocios y la política. En un segundo paso, las entradas son ordenadas por un jurado, compuesto por el presidente del Instituto de Economía Mundial, Dennis J. Snower, así como los galardonados del año anterior. Los situados en los primeros puestos son nominados para el premio.

## Ganadores

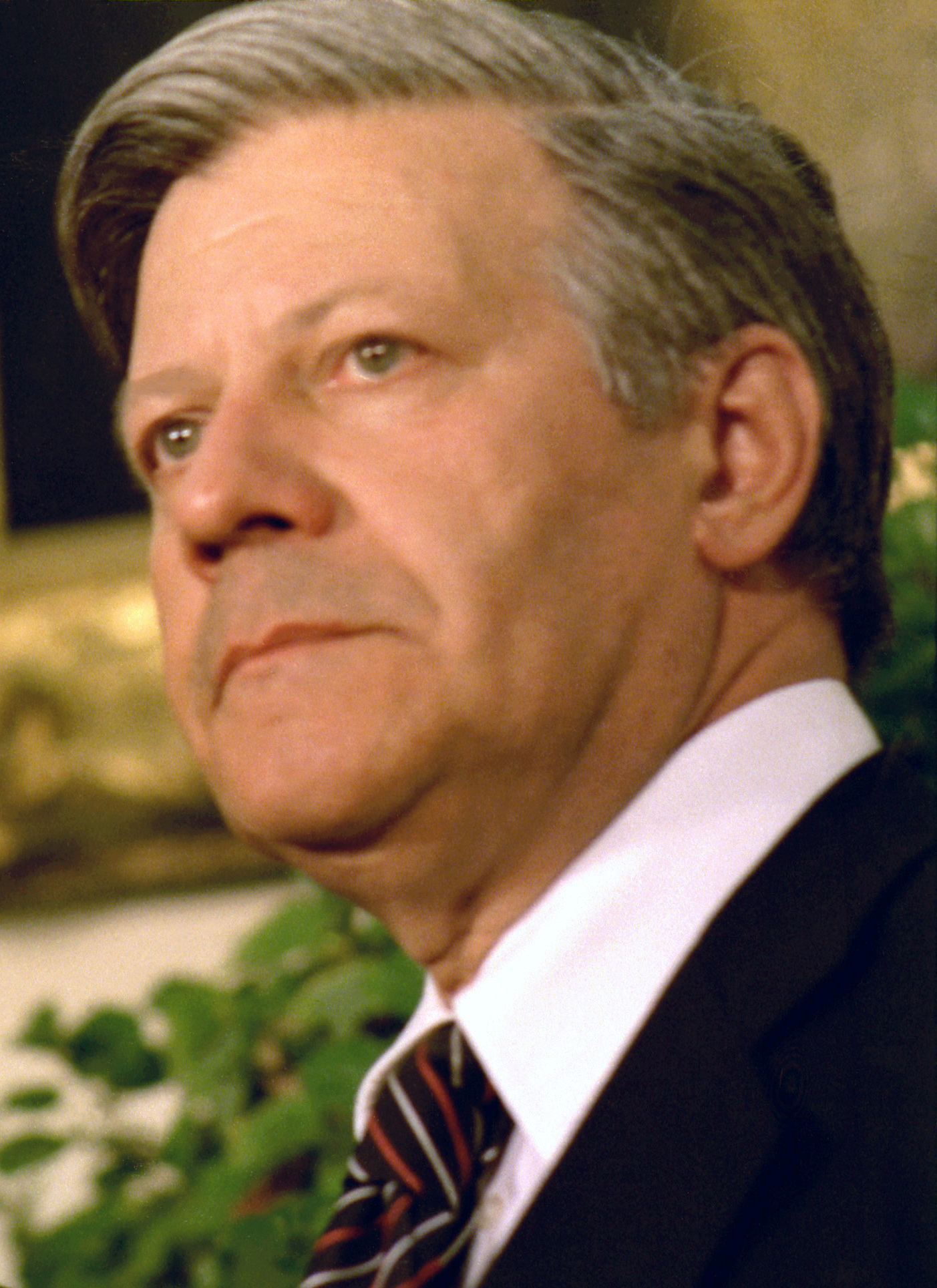
Uno de los ganadores de 2007: Helmut Schmidt, canciller alemán 1974-1982

- 2005: Wim Kok, Robert Mundell, Wendelin Wiedeking
- 2006: Jacques Delors, George Akerlof, Jorma Ollila
- 2007: Helmut Schmidt, Amartya Sen, Ingvar Kamprad, Tenía
- 2008: Dietmar Hopp, Edmund S. Phelps, Neelie Kroes
- 2009: Jeffrey Sachs, Mary Robinson, Baba Kalyani, Sunil Mittal
- 2010: Paul Krugman, Isabel Amapola, Pascal Lamy
- 2011: Lawrence Summers, Jean-Claude Trichet, Victor L. L. Chu
- 2012: Martti Ahtisaari, Daniel Kahneman, Nathan Eagle
- 2013: Gro Harlem Brundtland, Joseph E. Stiglitz, Mo Ibrahim
- 2014: Ellen Johnson-Sirleaf, Richard H. Thaler, Kiran Mazumdar-Shaw
- 2015: Mijaíl Gorbachov, Cristóbal Pissarides, Jeff Immelt, Kris y Douglas Tompkins
- 2016: Mario Monti, Friede Springer,[2] Oliver E. Williamson[3]
- 2017: Horst Köhler,[4] Brunello Cucinelli,[5] Arundhati Bhattacharya y Assar Lindbeck